# Bencao congxin
La pharmacopée chinoise Bencao congxin 本草從新 « Nouvelle matière médicale », formée de 18 chapitres décrivant 720 drogues, a été écrite par Wu Yiluo 吳儀洛 et publiée en 1757. L’auteur se place dans la continuation de la Bencao gangmu (1593) de Li Shizhen, mais en s’inspirant du caractère concis de la Bencao beiyao (1694) de Wang Ang.
À l’instar de la Bencao beiyao, la Bencao congxin est encore une des pharmacopées les plus largement disséminées.

## Texte
L’auteur Wu Yiluo se place dans la grande tradition des pharmacopées chinoises, dominée par la Bencao gangmu de Li Shizhen. La version plus courte et plus maniable de cette œuvre donnée par Wang Ang, sous le nom de Bencao beiyao, est toutefois un mélange non critique de diverses théories. C’est pourquoi Wu Yiluo a repris la moitié de ce texte et modifié l’autre moitié.
La préface indique

« Ma famille a accumulé une grande quantité de livres depuis des générations. Tout ce qui est bénéfique pour le bien-être du peuple était acquis avec une grande diligence. Ainsi, de nombreux ouvrages rares sur la médecine de la tradition de Qihuang 岐黃  se trouvent dans notre collection. Dès mon plus jeune âge, lorsque je me préparais pour les examens impériaux, j'ai commencé à lire ces ouvrages parallèlement à mes études. Chaque fois que je tombais sur une idée qui faisait écho en moi, je sentais mon esprit s'éclaircir. Ainsi, j'ai pris tout ce que notre collection avait à offrir et l'ai minutieusement étudié. Cela fait maintenant quarante ans. 
 En médecine, la première priorité est de comprendre les principes. Ensuite, il faut savoir différencier les syndromes [biànzhèng 辨証]. Enfin, il faut savoir utiliser les médicaments. […] 
 De plus, je crois que le Ciel a créé les médicaments pour soulager les souffrances des êtres humains. Pour chaque maladie, il existe un remède. Les maladies sont infiniment variées, tout comme les médicaments. Si l'on comprend parfaitement les propriétés des médicaments, alors parmi des centaines de remèdes, on peut en choisir un ou deux qui produiront des effets miraculeux. Sinon, l'abondance des options mènera à la confusion dans leur utilisation. 
 La confusion dans l'utilisation des médicaments peut causer du tort, car tous les médicaments peuvent nuire aux personnes, surtout ceux dont les propriétés sont les plus biaisées. Les annotations de la Materia Medica ont été augmentées et révisées au fil des générations depuis les textes classiques anciens, et la Bencao gangmu de Li Shizhen en est l'œuvre la plus complète. Ses preuves et références sont si étendues qu'elles comblent les lacunes des annotations sur les classiques tels que les Er Ya 爾雅 et les Commentaires sur les poèmes 詩疏, et sont suffisantes pour un usage médical. Cependant, certains trouvent que son ouvrage est un peu trop volumineux. Ceux qui l'ont suivi, comme la Materia Medica annotée de Miao Shi, ont non seulement ajouté des explications sur les fonctions des médicaments, mais ont également discuté de leurs inconvénients. De nombreuses clarifications ont été apportées, bien que Yu Jiayan de Xichang ait exprimé quelques divergences. Enfin, Wang Ang de Xin'an, en s'appuyant sur ces deux ouvrages, a compilé une version concise, Bencao beiyao, qui, bien que non volumineuse, est très complète. C'est devenu un ouvrage populaire aujourd'hui. Malheureusement, l'auteur n'appartenait pas à la tradition de Qihuang, n'a pas pratiqué la médecine de manière active, et s'est contenté de suivre aveuglément les anciens, mélangeant diverses théories sans les critiquer ni les synthétiser. Il est donc inévitable que des erreurs se soient glissées dans son travail. 
 Quant à moi, bien que peu qualifié, j'ai repris son ouvrage pour le réviser. J'ai conservé environ la moitié du contenu original et modifié l'autre moitié. J'ai également intégré des textes anciens et mes propres expériences pour enrichir le contenu. Le livre achevé, je l'ai intitulé Bencao congxin (Materia Medica nouvelle). Il est maintenant publié, dans l'espoir qu'il soit utile à notre époque et qu'il complète les travaux des anciens. D'autres ouvrages suivront progressivement, que je discuterai avec des connaisseurs 
Le troisième jour du troisième mois de l'année Dingchou du règne de Qianlong 乾隆, Wu Yiluo de Ganshui 澉水, conformément aux instructions, rédigea ce texte au hall Lijitang à Xiachuan. »

— (Traduction de ChatGPT4o annotée)
.
Les notices sur les drogues contiennent les informations habituelles, la thermo-influence, la saveur, l’apparence, la couleur, l’affiliation à un méridien, et les principaux effets thérapeutiques.
La classification des drogues en sections et sous-sections, suit la Bencao gangmu. Toutefois Wu Yiluo ne suit pas exactement l’ordre de Li Shizhen, puisqu’il place en premier la description des herbes et des arbres, et non pas Eau, Feu, Terre et Métal comme l’avait fait Li Shizhen.
La première notice donne un traitement approfondi du ginseng dont voici un extrait

« 1. Catégorie des plantes de montagne 
2. Ginseng rénshēn 人參 
 3. Renforce grandement le qi originel (yuanqi 元氣), génère le yin et le sang, et peut également purger le feu dû à la déficience (xie xuhuo 瀉虛火) 
4. Propriétés : Doux, chaud, légèrement amer. Renforce fortement le qi originel des poumons. Li Dongyuan, dans son ouvrage Yongyao Faxiang 用藥法象, dit : « Les poumons gouvernent le qi ; lorsque le qi des poumons est prospère, le qi des organes internes l'est également, générant l'essence [jing 精] qui fait croître le corps ». 
Le ginseng peut éliminer le feu dû à la déficience. Li Dongyuan affirme que le ginseng et la réglisse [gancao 甘草] sont des remèdes sacrés pour dissiper le feu. En cas de surmenage, la déficience entraîne de la chaleur ; la douceur et la chaleur du ginseng renforcent le qi originel, et la chaleur de déficience disparaît d'elle-même, c'est pourquoi on dit également qu'il purge. 
Le ginseng élimine l'irritabilité, génère les liquides organiques, apaise la soif, ouvre le cœur et renforce l'intelligence. Lorsque le qi du cœur est fort, on pense clairement et on devient plus sage, l'ouïe et la vue s'aiguisent. Il est bénéfique aussi bien en usage externe qu'interne, apaise l'esprit, stabilise l'âme [húnpò 魂魄], arrête les palpitations, régule la circulation sanguine [tōng xuèmài 通血脈], le qi circule donc le sang circule ; dissout les accumulations dures, le qi se déplaçant, les accumulations se dissolvent ; élimine le flegme et l'eau, le qi étant vigoureux, le flegme circule et l'eau disparaît ; fortifie l'estomac, le qi étant fort, l'estomac s'ouvre ;  harmonise la digestion, le qi étant en paix, la nourriture est digérée. 
5. Traite :
Les déficiences causées par des blessures internes.
Les blessures dues aux sept émotions et aux six désirs, les blessures internes dues à l'alimentation ou au surmenage, pour lesquelles il convient de nourrir l'essence vitale.
Les affections externes dues au vent, au froid, à la chaleur, à l'humidité, à la sécheresse et au feu, pour lesquelles il convient de chasser les agents pathogènes.
 […]. »

— (Traduction de ChatGPT4o annotée)
À partir du XIIe siècle, sous la dynastie Jin (1115-1234) 金, des innovateurs médicaux comme Zhang Yuansu et Kou Zongshi ont ouvert la voie à l’introduction des principes explicatifs du yin et yang et des correspondances systématiques (développée dans le Huangdi nei jing) dans la pharmacopée.
Au fil des siècles, la doctrine médicale traditionnelle est devenue un savoir très élaboré, demandant un long apprentissage, qui entre les mains d’un habile dialecticien est capable de fournir des argumentations expliquant un grand nombre de propriétés. Mais il est aussi indéniable que la MTC et particulièrement la thérapie pharmaceutique, s’appuie aussi sur des observations cliniques (sur les effets des drogues sur les symptômes des patients) et depuis l’époque Song-Jin-Yuan, sur les quelques propriétés physiques et organoleptiques des substances médicinales. Cette dimension empirique est cependant beaucoup trop faible pour mettre en danger le système formel, c'est-à-dire de le confronter au réel. C’est pourquoi de nombreuses propositions ne sont pas empiriquement évaluables. On ne sait pas monter d’expérimentations capables de réfuter ou de corroborer une proposition comme le ginseng « renforce fortement le qi originel des poumons », parce que l’imprécision du concept de « qi originel » le laisse inobservable. Si bien que les « explications naturalistes » ne peuvent pas satisfaire les experts soucieux d’établir le savoir sur le réel.
Par exemple, le ginseng est « chaud » et sert à « dissiper le feu », proposition à première vue paradoxale. Mais un bon dialecticien rétorquera que le ginseng ne dissipe pas n'importe quel type de feu, mais spécifiquement celui causé par une déficience de yin, en rétablissant l'harmonie entre le yin et le yang dans le corps. Ainsi, en médecine traditionnelle chinoise, cette apparente contradiction s'explique par la distinction entre les types de chaleur et la manière dont le ginseng agit sur le corps.
Ce système explicatif puissant est certainement une raison de la pérennité de la MTC. C’est lui a donné à la médecine chinoise l’apparence d’une doctrine scientifique sans en avoir tous les moyens.